# Artimpaza nayani
Artimpaza nayani là một loài bọ cánh cứng trong họ Cerambycidae.